# Гаврющенко, Мария Степановна
Мария Степановна Гаврющенко (13.08.1927—  13.01.2007) — бригадир полеводческой бригады подсобного хозяйства имени Куйбышева Кузнецкого металлургического комбината, Герой Социалистического Труда (1948).
Родилась в 1927 году в Ключевском районе Алтайского края. В 1930 году переехала в Кузнецкий район Сибкрая.
С 1942 г. после ухода отца на фронт работает в полеводческой бригаде подсобного хозяйства имени Куйбышева Кузнецкого металлургического комбината посёлок Мир.
В 1948 г. её бригада получила 564 центнеров овощей (огурцы, помидоры, капуста, морковь) с 1 га на площади 3,4 га.
Герой Социалистического Труда (1948).
В 1983 году ушла на пенсию.

## Награды
- медаль «За доблестный труд в годы Великой Отечественной войны 1941-1945 гг.» - 1946 год;
- медаль «За трудовое отличие» - 1949 год;
- Золотая медаль Героя Социалистического Труда – 1949 год;
- орден Ленина – 1950 г.;
- медаль ВДНХ – 1957 год.